# Salvador Machado Agüero

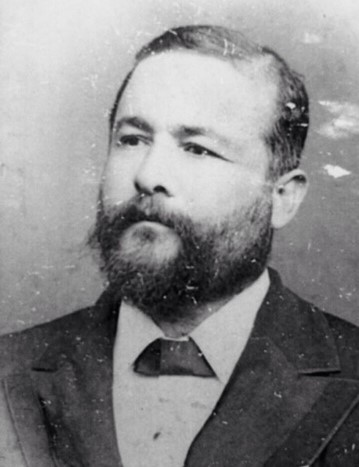
Salvador Machado Agüero (1893)

Salvador Machado Agüero (* Ocotal) war ein nicaraguanischer Politiker und vom 1. Juni bis 6. Juli 1893 Präsident von Nicaragua.

## Leben
Salvador Machado Agüero gehörte zur Strömung der Progresistas innerhalb der Partido Republicano. Er war Senator.
Am 28. April 1893 rebellierte der Befehlshaber der Garnison von Granada, Eduardo Montiel von der Partido Conservador, gegen Präsident Roberto Sacaza, ebenfalls von der Partido Conservador. Joaquín Zavala erklärte sich bereit, den Aufstand zu unterstützen.
Die Aufständischen erhielten auch Unterstützung von General José Santos Zelaya von der Partido Liberal.
Roberto Sacaza wurde von seiner Familie und der katholischen Kirche unterstützt. Die Aufständischen besetzten Masaya und bewegten sich auf Managua zu. Bei La Barranca schlugen die Aufständischen die Regierungstruppen. Der US-Botschafter Lewis Baker bot sich zur Vermittlung an.
Sacasa erklärte sich im Pacto de Sabana Grande am 31. Mai 1893 bereit, die Macht an eine Junta aus fünf Personen zu übergeben, von welchen zwei von ihm und drei von den Aufständischen bestimmt würden. Die Junta sollte bis zur Einberufung einer verfassungsgebenden Versammlung innerhalb von vier Monaten regieren. Einer der von José Santos Zelaya Bestimmten war Salvador Machado Agüero; er saß der Junta vor. Die 
Am 6. Juli 1893 bestand General Zelaya darauf, dass der Vorsitz von Salvador Machado Agüero auf General Joaquín Zavala übergehen solle. Der Pacto de Sabana Grande wurde gebrochen und Salvador Machado durch Joaquín Zavala ersetzt, dieser ernannte José Santos Zelaya zum Oberbefehlshaber der Truppen.